# Peter Abstreiter
Peter Abstreiter (* 7. Juli 1980 in Landshut) ist ein deutscher Eishockeyspieler, der zuletzt beim EV Landshut in der Oberliga Süd spielte.

## Karriere
Nachdem er bereits im Nachwuchsbereich in den Mannschaften des EV Landshut in den dortigen Bundesligen zum Einsatz gekommen war, begann seine Karriere im Senioreneishockey 1998 beim EV Landshut in der 1. Bundesliga. In derselben Saison wechselte er zum TSV Erding in die 2. Bundesliga. Die nächste Saison verbrachte er zunächst wieder beim EV Landshut, wechselte dann aber während der Saison zum München Barons und blieb dort bis zum Ende der Saison 2001/02. 2002/03 verbrachte er zwei Spielzeiten bei den Hamburg Freezers um dann 2003 in Hannover eine neue Heimat zu finden. Hier blieb er allerdings nur eine Saison und wechselte zu den Kassel Huskies. Nach einer wechselhaften Saison 2005/06, welche mit dem Abstieg der Huskies in die 2. Bundesliga endete, wechselte Abstreiter zum Aufsteiger Straubing Tigers. Zurück in seiner bayerischen Heimat stürmte er mit seinem älteren Bruder Tobias Abstreiter für die Tigers. Nach nur einer Saison verließ er auch Straubing in Richtung Landshut Cannibals. Nach herausragenden Leistungen und der Vizemeisterschaft in der 2. Bundesliga unterschrieb er zu Beginn der Saison 2008/09 einen Probevertrag bei den Adler Mannheim, der nach 12 absolvierten Spielen nicht verlängert wurde. Daraufhin wechselte Abstreiter zum Ligarivalen Füchse Duisburg, wo er einen Vertrag bis zum Ende der Saison 2009/10 erhielt. Nachdem die Duisburger Insolvenz angemeldet haben, gab er seine Rückkehr in seine Heimatstadt bekannt, wo Abstreiter am 4. Mai 2009 einen Vertrag bei den Landshut Cannibals unterschrieb.
In den folgenden zehn Jahren spielte Abstreiter für seinen Heimatverein in der 2. Bundesliga, der Oberliga und DEL2. 2015 stieg der Verein aus der DEL2 in die Oberliga ab. Im Juni 2018 erlitt Abstreiter einen Bandscheibenvorfall und konnte erst Januar 2019 aufs Eis zurückkehren.
2019 schaffte Abstreiter mit dem EVL den Wiederaufstieg in die DEL2, erhielt jedoch nach diesem Erfolg keinen neuen Vertrag in Landshut.

## Karrierestatistik
(Legende zur Spielerstatistik: Sp oder GP = absolvierte Spiele; T oder G = erzielte Tore; V oder A = erzielte Assists; Pkt oder Pts = erzielte Scorerpunkte; SM oder PIM = erhaltene Strafminuten; +/− = Plus/Minus-Bilanz; PP = erzielte Überzahltore; SH = erzielte Unterzahltore; GW = erzielte Siegtore; 1 Play-downs/Relegation; Kursiv: Statistik nicht vollständig)